# Anna Marie Wirth
Anna Marie Wirth (* 16. Mai 1846 in Sankt Petersburg; † 9. Januar 1932) war eine russisch-deutsche Malerin.

## Leben

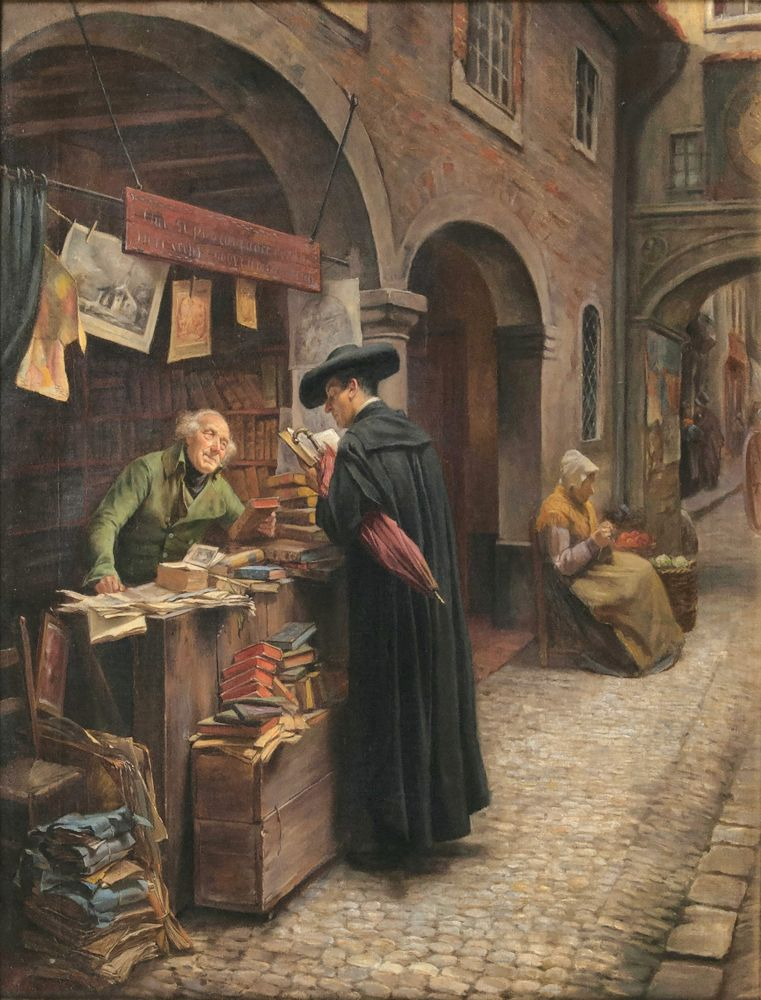
Anna Marie Wirth: Beim Antiquar (um 1897, Öl auf Leinwand, 61,5 × 50,5 Zentimeter)

Anna Marie Wirth wurde 1846 in Sankt Petersburg geboren und studierte Malerei bei Hans Canon (bzw. Johann Strašiřipka) in Wien. Sie selbst ließ sich anschließend in München nieder, wo sie in der Genremalerei tätig war und auch einige Stillleben anfertigte. Technisch betrachtet malte sie vorwiegend Aquarelle. Joachim Busse gibt auch Stuttgart als weiteren Wirkungsort Wirths an.
Wirth zeigte ihr Werk auf einigen bedeutenden Kunstausstellungen, darunter bei diversen Anlässen im Münchener Glaspalast und einige Male auf der Großen Berliner Kunstausstellung. 1902 beteiligte sie sich an der Deutsch-nationalen Kunstausstellung in Düsseldorf, zwei Jahre später gewann sie auf der Louisiana Purchase Exposition, der Weltausstellung 1904 in St. Louis, eine Bronzemedaille. Ihre letzte bekannte Ausstellungsbeteiligung fand 1922 statt. Einige Quellen datieren daher ihren Tod auf das Jahr 1922. Ausweislich ihres Grabsteins starb Wirth jedoch erst im Januar 1932 im Alter von 85 Jahren; sie liegt auf dem Pragfriedhof in Stuttgart begraben.